# Moxie Marlinspike
Moxie Marlinspike (seudónimo) es un investigador de seguridad informática estadounidense. Su campo principal son las técnicas de interceptación de comunicaciones y métodos para el fortalecimiento de la infraestructura contra la interceptación de comunicaciones. Fue jefe del equipo de seguridad de Twitter y es fundador de Open Whisper Systems. Autor de un reemplazo del sistema de autenticación SSL llamado Convergence, es coautor del Protocolo Signal y administrador del sistema de anonimato GoogleSharing.

## Biografía
Nació en el estado de Georgia, Estados Unidos. Se mudó a San Francisco donde trabajó para varias empresas locales de tecnología, entre ellas BEA Systems, Inc. En 2004 hizo un documental sobre un viaje en barco alrededor de las Bahamas.
En 2010 fue jefe de la oficina de tecnología de la empresa de seguridad Whisper Systems y además cofundador, en mayo de 2010 la empresa lanzó las aplicaciones de mensajería cifrada TextSecure y RedPhone. En 2011 la empresa fue adquirida por Twitter y Marlinspike se convirtió en jefe del departamento de seguridad de Twitter.
Dejó Twitter en 2013 y fundó Open Whisper Systems, una desarrolladora de proyectos open source colaborativa, donde se continuó con el desarrollo de aplicaciones seguras. Marlinspike y Trevor Perrin comenzaron el desarrollo del protocolo Signal, una versión nueva del sistema introducido en TextSecure. Entre 2014 y 2016 trabajó en la implementación del protocolo en aplicaciones de mensajería de las empresas WhatsApp, Facebook y Google.

## Investigaciones
En un ensayo de 2009 introdujo el concepto de SSL stripping, un ataque de hombre en medio que evita que un navegador web actualice una página a una conexión SSL. Además ha descubierto varias vulnerabilidades en implementaciones de SSL. En 2002 publica un exploit de SSL/TLS. En 2009 un ensayo publicado presenta el concepto de ataque de prefijo nulo en certificados SSL, argumentando que la mayoría de las implementaciones de SSL fallan en verificar correctamente el valor Common Name de un certificado. En 2011 presentó en la conferencia Black Hat en Las Vegas, una charla titulada "SSL y el futuro de la autenticidad", donde presentó un proyecto con intenciones de reemplazar los certificados CA.

## Reconocimientos
En 2014 la Fundación Shuttleworth otorgó a Open Whisper Systems y su fundador la cantidad de $289,487.18 en donación. La revista Forture nombró a Marlinspike uno de los 40 jóvenes menores de 40 años, por la fundación de su empresa y "encriptar las comunicaciones de miles de millones de personas". En 2017 junto a Trevor Perrin recibió el Premio Levchin por el desarrollo del protocolo Signal.